# Día Internacional del Niño Africano
El Día Internacional del Niño Africano es una jornada que se celebra anualmente el 16 de junio desde 1991, establecida por la Unión Africana (UA) en ese mismo año.

## Proclamación
El Día Internacional del Niño Africano fue instaurado por la UA (antes conocida como la Organización de la Unión Africana) en 1991, en conmemoración de la violenta represión de una multitud de estudiantes de raza negra negros durante una manifestación en Soweto, Sudáfrica, en 1976. Este día fue creado para reconocer el valor y la determinación de los jóvenes involucrados en esos eventos.

## Celebración
Se celebra anualmente cada 16 de junio, fecha elegida para coincidir con el aniversario del levantamiento de Soweto. En esa fecha, unos 20 000 estudiantes negros se manifestaron en contra de la inferior calidad de su educación y la imposición del afrikáans como lengua vehicular en la enseñanza. La represión a esta protesta produjo cientos de muertes, marcando un punto de inflexión en la lucha contra el apartheid. La primera vez que se conmemoró este día fue en 1991.Las celebraciones incluyen reflexiones sobre los avances logrados y los retos que persisten en la protección de los derechos de los niños africanos. Se realizan actividades en todo el continente para aumentar la conciencia sobre la importancia de mejorar las condiciones de vida y educativas de los niños. Organizaciones como UNICEF coordinan eventos y campañas de sensibilización centradas en abordar la pobreza, las enfermedades y el acceso a educación y tecnología.

## Temas
- 2002: Popularizing the African charter on the rights and welfare of the child, ('Popularizando la carta africana de los derechos y el bienestar del niño')[5]

- 2003: Birth registration, ('Registro de nacimientos')[6]
- 2004: Child and the family, ('El niño y la familia')[7]
- 2005: Africa's orphans and vulnerable children: our collective responsibility, ('Los huérfanos y los niños vulnerables de África: nuestra responsabilidad colectiva')[8]
- 2006: Right to protection; stop violence against children, ('Derecho a la protección; detengan la violencia contra los niños')[9]
- 2007: Combat child trafficking, ('Combatir la trata de niños')[10]
- 2008: Child participation, ('Participación infantil')[11]
- 2009: Africa fit for children: a call for accelerated action towards child survival, ('África apta para los niños: un llamamiento a la acción acelerada para la supervivencia del niño')[12]
- 2010: Planning and budgeting for the rights of the child: a collective responsibility, ('Planificación y presupuestación para los derechos del niño: una responsabilidad colectiva')[13]
- 2011: All together for urgent actions in favor of street children, ('Todos juntos por acciones urgentes a favor de los niños de la calle')[14]
- 2012: The rights of children with disabilities: the duty to protect, respect, promote and fulfill, ('Los derechos de los niños con discapacidad: el deber de proteger, respetar, promover y cumplir')[15]
- 2013: Eliminating harmful social and cultural practices affecting children: our collective responsibility, ('Eliminando las prácticas sociales y culturales nocivas que afectan a los niños: nuestra responsabilidad colectiva')[16]
- 2014: A child friendly, quality, free and compulsory education for all children in Africa ('Una educación gratuita, obligatoria, de calidad y respetuosa con la infancia para todos los niños de África')[17]
- 2015: 25 years after the adoption of the African children's charter: accelerating our collective efforts to end child marriage in Africa, ('25 años después de la adopción de la carta africana de los niños: acelerando nuestros esfuerzos colectivos para erradicar el matrimonio infantil en África')[18]
- 2016: Conflict and crisis in Africa: protecting all children's rights, ('Conflicto y crisis en África: protección de los derechos de todos los niños')[19]
- 2017: Accelerating protection, empowerment and equal opportunity, ('Acelerando la protección, el empoderamiento y la igualdad de oportunidades')[20]
- 2018: No child left behind, ('Que ningún niño se quede atrás')[21]
- 2019: Humanitarian action in Africa: children's rights first, ('Acción humanitaria en África: los derechos del niño primero')[22]
- 2020: Access to a child-friendly justice system in Africa, ('Acceso a un sistema de justicia amigable con los niños en África')[23]
- 2021: Accelerate the implementation of agenda 2040 for an Africa fit for children, ('Acelerar la implementación de la agenda 2040 para un África apta para los niños')[24]
- 2022: Eliminating harmful practices affecting children: progress on policy & practice since 2013, ('Eliminación de las prácticas nocivas que afectan a los niños: progresos en las políticas y la práctica desde 2013')[25]
- 2023: The rights of the child in the digital environment, ('Los derechos del niño en el entorno digital')[3][26]
- 2024: Education for all children in Africa: the time is now, ('Educación para todos los niños en África: el momento es ahora')[27]